# Casiokids
Casiokids — норвежская синтипоп-группа, образованная в Бергене в 2005 году. В состав входят Кетил Киндер Эндресен, Фредрик Эгрейд Вогсборг, Омар Йонсен и Кьетиль Бьёрейд Обё, а в качестве дополнительных музыкантов принимают участие Йоахим Амундсен Трана, Эйрик Утне, Эйнар Олссон, Гейр Свенссон и Снорре Стурла Люнгста. У коллектива подписаны контракты с Universal Records в Норвегии, с Polyvinyl Records в Северной Америке, Flake Records в Японии, Pop Frenzy в Австралии и Moshi Moshi Records для остальной части мира.
Дебютный альбом группы Fück Midi вышел в 2006 году. Выпустив через два года в Великобритании сингл «Grønt lys i alle ledd / Togens hule», группа была названа в журнале New Musical Express «лучшим из того, что пришло из Норвегии после блэк-метала». Её сравнивали с другими норвежскими исполнителями: The Whitest Boy Alive, Röyksopp и Анни. Летом 2009 года группа гастролировала в США и Англии.
В 2010 году Casiokids выпустили альбом Topp stemning på lokal bar, в который вошла песня «Fot i hose», поставленная в NME на четвёртое место в списке лучших треков недели. Пластинка заняла 14-е место в норвежском хит-параде. Летом того же года коллектив оказался в числе четырёх исполнителей (вместе с Сусанне Су́ннфёр, Модди и Shining), которым группа a-ha вручила денежный приз в размере одного миллиона крон как наиболее перспективным, по мнению участников a-ha, исполнителям Норвегии, которые хотят выйти на международный уровень.
В октябре 2011 года Casiokids выпустили альбом Aabenbaringen over Aaskammen в Северной Америке, Норвегии и Японии; во всём мире он будет издан в январе 2012-го.

## Дискография
- Fück Midi (2007)
- Topp stemning på lokal bar (2010)
- Aabenbaringen over aaskammen (2011)
- Tid for Hjem (2024)